# 환경법
환경법(Environmental law, 環境法)은 환경 오염을 해결하기 위한 법이다. 현재는 삼림, 광물, 어업 등 특정한 천연 자원의 관리, 규제에 초점을 두기도 한다.

## 오염 방제
- 대기질법(Air quality law)
- 수질법(Water quality law)
- 폐기물관리법(Waste management law)
- 환경정화법(Environmental cleanup law)
- 화학안전법(Chemical safety)

## 나라별 현황

### 대한민국
대한민국의 경우 환경보전법(環境保全法)이라는 이름으로 1977년 12월 31일 법률 제3078호로 공포되었다. 이 법은 1971년에 제정·공포된 공해 방지법을 폐기하고 새로이 제정·공포한 것으로, 대기오염·수질오염·토양오염·소음·진동 또는 악취 등으로 인한 보건위생상의 위해(危害)를 방지하고 환경을 적정하게 보전함으로써 국민보건향상에 기여함을 목적으로 하고 있다. 이 법은 이 목적을 위하여 환경보전에 관한 기본계획과 종합정책을 심의할 환경보전위원회를 국무총리 소속하에 두고, 환경보전에 필요한 자문에 응할 중앙환경보전위원회를 두며, 지방환경보전위원회를 시·도지사 소속하에 두도록 하여 환경보전에 관한 시책의 일률 시행을 규정하고 있다. 그 밖에 배출시설·대기(大氣)오염·수질과 토양의 보전, 산업폐기물 처리 및 환경보전에 관한 조사연구 등을 위한 환경보전협회를 설치하도록 했다.

### 러시아
러시아 연방 천연자원환경부는 지정된 보존 지역에 위치한 하층토, 수역, 삼림, 그리고 사냥지의 동물상과 서식지의 천연 자원을 보호하는 것과 관련하여 규제를 시행하고 있다.

## 같이 보기
- 환경 인종차별
- 국제법
- 국제환경협약 목록